# GTPaza proteinske sinteze
GTPaza proteinske sinteze (EC 3.6.5.3, elongacioni faktor (EF), inicijacioni faktor (IF), faktor peptidnog oslobađanja ili terminacije) je enzim sa sistematskim imenom GTP fosfohidrolaza (pomoć pri iRNK translaciji). Ovaj enzim katalizuje sledeću hemijsku reakciju
GTP + 2O {\displaystyle \rightleftharpoons } GDP + fosfat
Ova grupa enzima pripada familiji proteina koji učestvuju u prokariotskoj, kao i u eukariotskoj, proteinskoj sintezi.

## Literatura
- Nicholas C. Price; Lewis Stevens (1999). Fundamentals of Enzymology: The Cell and Molecular Biology of Catalytic Proteins (Third изд.). USA: Oxford University Press. ISBN 019850229X.
- Eric J. Toone (2006). Advances in Enzymology and Related Areas of Molecular Biology, Protein Evolution (Volume 75 изд.). Wiley-Interscience. ISBN 0471205036.
- Branden C; Tooze J. Introduction to Protein Structure. New York, NY: Garland Publishing. ISBN 0-8153-2305-0.
- Irwin H. Segel. Enzyme Kinetics: Behavior and Analysis of Rapid Equilibrium and Steady-State Enzyme Systems (Book 44 изд.). Wiley Classics Library. ISBN 0471303097.

## Spoljašnje veze
- Protein-synthesizing+GTPase на 